# Munkdrup
Munkdrup er en lille by lidt syd for Randersbydelen Paderup. Byen hører under Kristrup Sogn, Randers Kommune og har 340 indbyggere  (2024). 